# Suecia en los Juegos Paralímpicos de Pekín 2008
Suecia estuvo representada en los Juegos Paralímpicos de Pekín 2008 por un total de 63 deportistas, 38 hombres y 25 mujeres.

## Medallistas
El equipo paralímpico sueco obtuvo las siguientes medallas:
| Nombre                                                                                     | Deporte                  | Evento                                      |
| ------------------------------------------------------------------------------------------ | ------------------------ | ------------------------------------------- |
| Oro                                                                                        |                          |                                             |
| Anders Olsson                                                                              | Natación                 | 100 m libre S6 masculino                    |
| Anders Olsson                                                                              | Natación                 | 400 m libre S6 masculino                    |
| Jonas Jacobsson                                                                            | Tiro                     | Rifle de aire de pie SH1 masculino          |
| Jonas Jacobsson                                                                            | Tiro                     | Rifle libre 3 × 40 m SH1 masculino          |
| Jonas Jacobsson                                                                            | Tiro                     | Rifle libre en posición tendida SH1 mixto   |
| Plata                                                                                      |                          |                                             |
| Josefin Abrahamsson                                                                        | Tenis de mesa            | Individual 8 femenino                       |
| Johan Andersson                                                                            | Tenis en silla de ruedas | Quad individual mixto                       |
| Stefan Olsson Peter Vikström                                                               | Tenis en silla de ruedas | Quad dobles mixto                           |
| Bronce                                                                                     |                          |                                             |
| Mikael Åkerberg Stefan Gahne Niklas Hultqvist Fatmir Seremeti Jimmy Björkstrand Oskar Kuus | Golbol                   | Torneo masculino                            |
| Anders Olsson                                                                              | Natación                 | 50 m libre S6 masculino                     |
| Fredrik Andersson                                                                          | Tenis de mesa            | Individual 9-10 masculino                   |
| Viktoria Wedin                                                                             | Tiro                     | Rifle de aire en posición tendida SH2 mixto |